# ريتش براور
ريتش براور (بالإنجليزية: Rich Brauer)‏ هو سياسي أمريكي، ولد في 14 يونيو 1954 في سبرينغفيلد في الولايات المتحدة. حزبياً، نشط في الحزب الجمهوري. وقد انتخب عضو مجلس نواب إلينوي.